# Terzo vertice della Comunità politica europea
Il terzo vertice della Comunità politica europea è stato un incontro della Comunità politica europea tenutosi il 5 ottobre 2023 presso il Palazzo dei Congressi di Granada a Granada, in Spagna.

## Obiettivi
Come annunciato dal paese ospitante, il focus principale del vertice sarebbe stato "gli attuali conflitti che colpiscono il continente, con l'obiettivo di approfittare della presenza della maggior parte dei leader europei per ristabilire la loro unità di fronte all'aggressione della Russia contro l'Ucraina".

## Preparazione

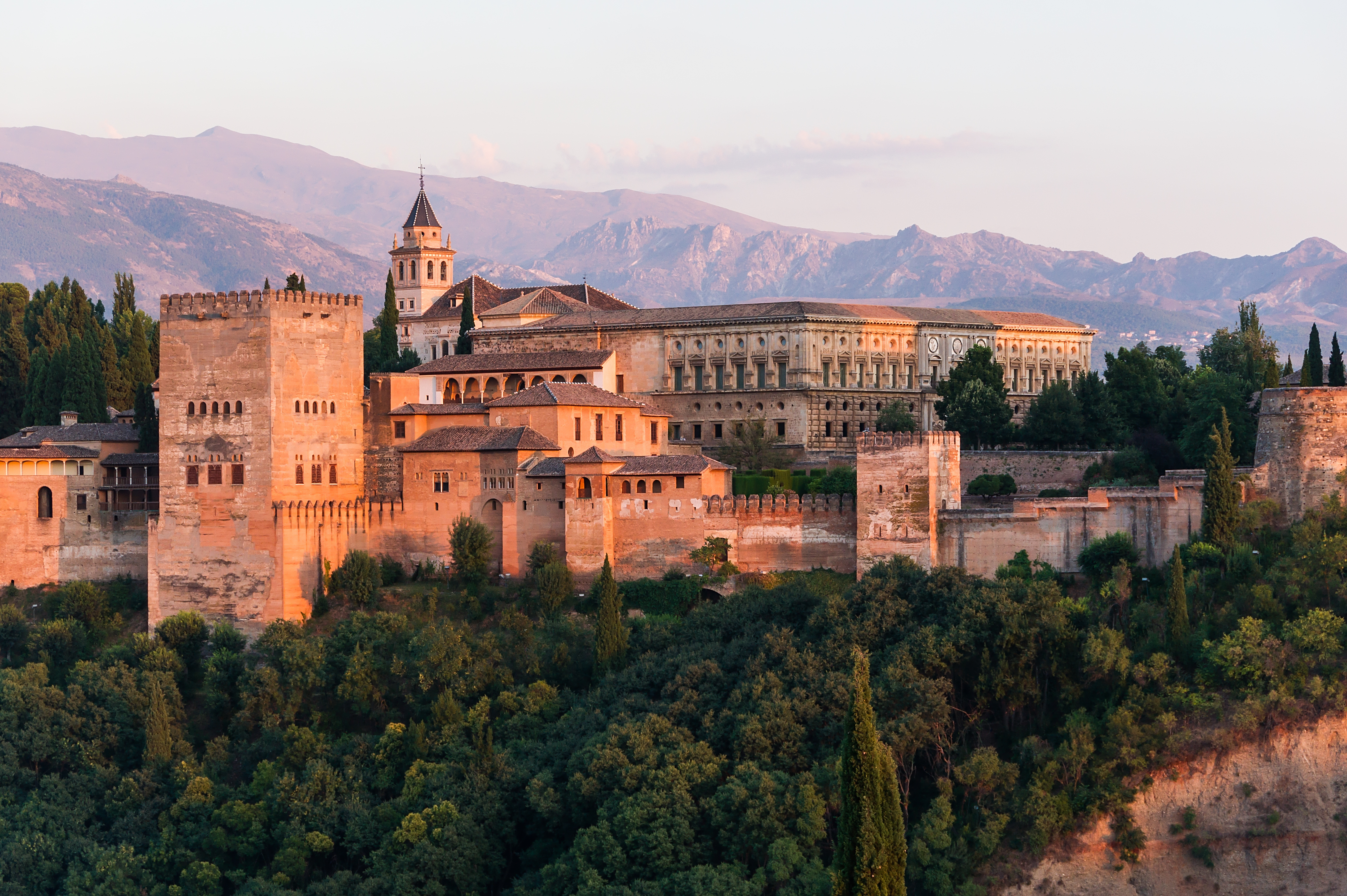
L'Alhambra ha ospitato il ricevimento reale e la cena del 3° vertice della CPE il 5 ottobre 2023.

L'annuncio che la Spagna sarebbe stato il paese ospitante del terzo vertice della Comunità politica europea fu pubblicato nell'ottobre 2022. La data e il luogo del vertice sono stati annunciati nel febbraio 2023.
Il giorno successivo a quello del vertice nella stessa sede si è svolta una riunione informale del Consiglio europeo.

## Programma e ordine del giorno
Il vertice si è svolto il 5 ottobre 2023 presso il Palazzo dei Congressi di Granada seguendo il programma seguente:
- 11:30 - Arrivo e dichiarazioni all'entrata
- 12:30 - Tavola rotonda
- 13:00 - Riunione plenaria
- 13:30 - Gruppi tematici su digitalizzazione e la transizione digitale, energia, ambiente e transizione verde, multilateralismo e geostrategia
- 15:00 - Conferenza stampa (annullata)

In serata re Filippo VI e la regina Letizia hanno accolto i partecipanti al vertice e i loro accompagnatori presso il Patio dei Leoni dell'Alhambra, dove è stata scattata la foto ufficiale di gruppo. Successivamente gli ospiti si sono recati nei vicini giardini del Partal per assistere ad uno spettacolo di flamenco e al Parador dove si è svolta la cena di chiusura.

## Partecipanti

Paesi partecipanti alla Comunità Politica Europea

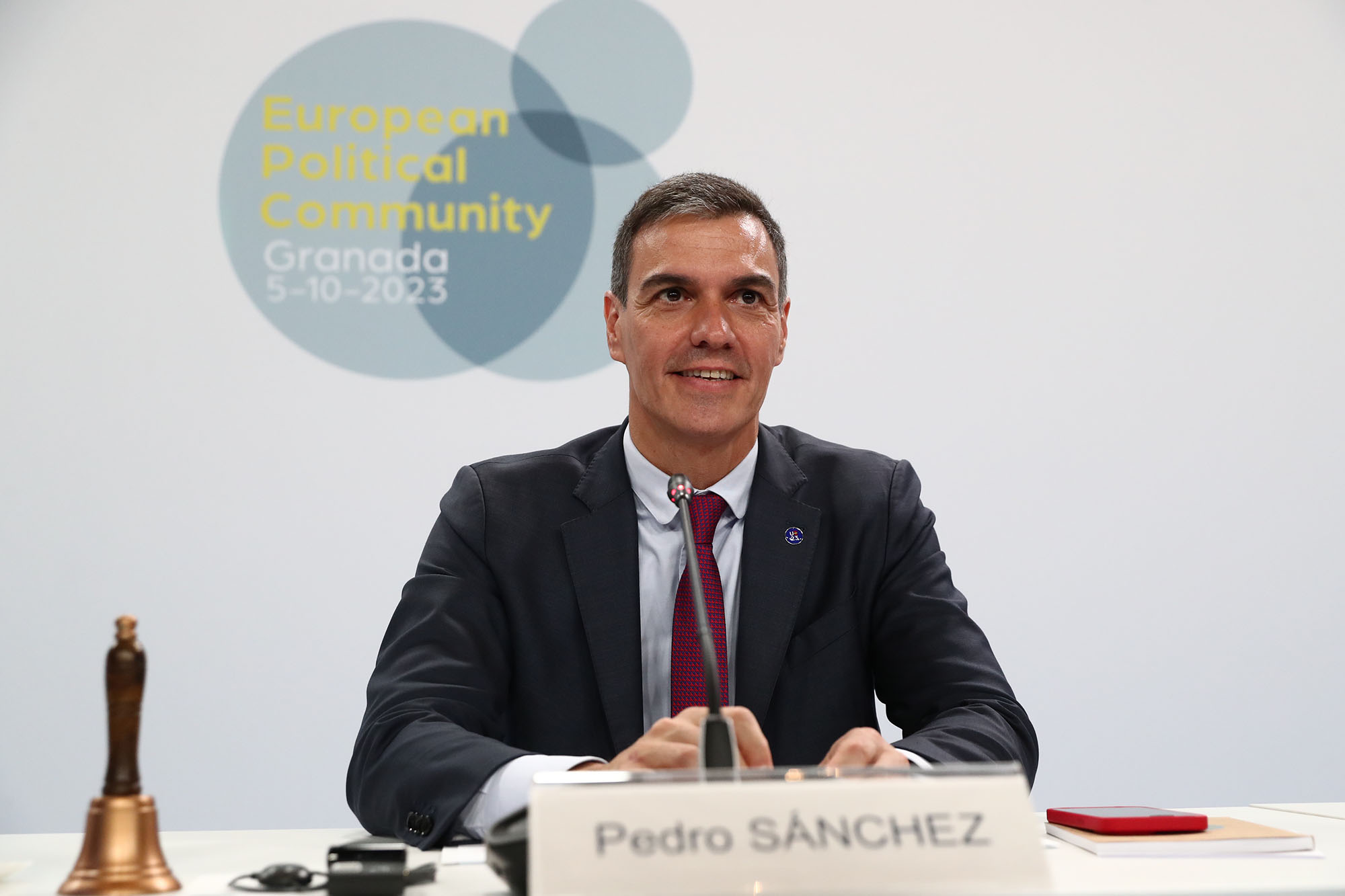
Il primo ministro spagnolo Pedro Sánchez mentre presiede la sessione plenaria del vertice

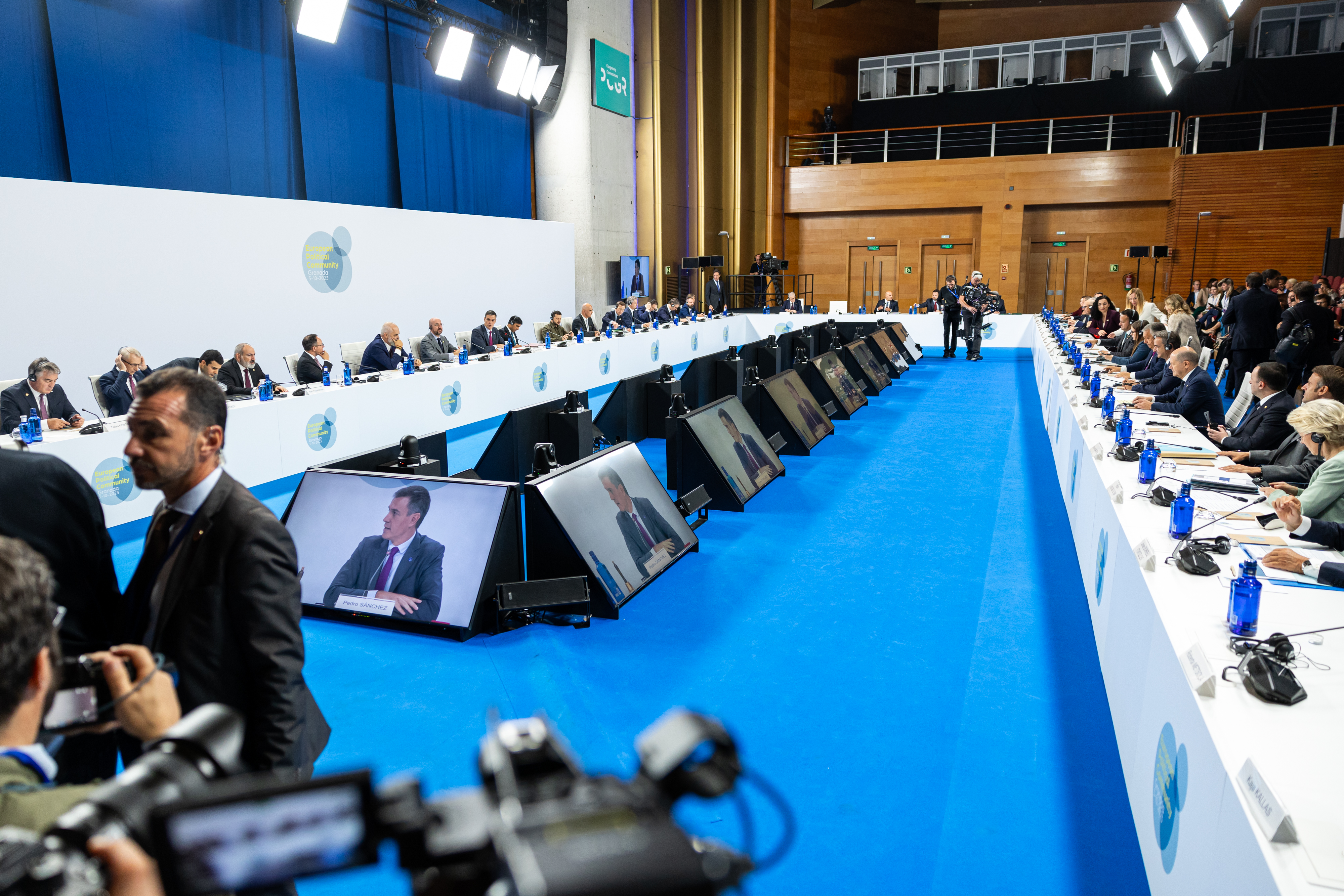
Sessione plenaria

Al vertice hanno partecipato i capi di Stato e di governo degli Stati partecipanti alla Comunità politica europea, nonché il presidente del Consiglio europeo, la presidente della Commissione europea e la presidente del Parlamento europeo. Alla vigilia del vertice, il presidente turco Recep Tayyip Erdoğan aveva annunciato che non avrebbe potuto partecipare a causa di una malattia. Il presidente dell'Azerbaigian İlham Əliyev non era presente in segno di denuncia contro una percepita atmosfera ostile verso il proprio paese a seguito alla recente offensiva militare azera nel Nagorno Karabakh. La leader dell'opposizione bielorussa Svjatlana Cichanoŭskaja è stata invitata a partecipare dal governo spagnolo.
|  | Membro extra-UE |

| Membri                          | Membri               | Rappresentanti                      | Carica                                                                |
| ------------------------------- | -------------------- | ----------------------------------- | --------------------------------------------------------------------- |
| Albania (bandiera)              | Albania              | Edi Rama                            | Primo Ministro                                                        |
| Andorra (bandiera)              | Andorra              | Xavier Espot                        | Primo Ministro                                                        |
| Armenia (bandiera)              | Armenia              | Nikol Pashinyan                     | Primo Ministro                                                        |
| Austria (bandiera)              | Austria              | Karl Nehammer                       | Cancelliere federale                                                  |
| Azerbaigian (bandiera)          | Azerbaigian          | N/A                                 | N/A                                                                   |
| Belgio (bandiera)               | Belgio               | Alexander De Croo                   | Primo Ministro                                                        |
| Bosnia ed Erzegovina (bandiera) | Bosnia ed Erzegovina | Željko Komšić                       | Presidente della Presidenza                                           |
| Bulgaria (bandiera)             | Bulgaria             | Nikolaj Denkov                      | Primo Ministro                                                        |
| Rep. Ceca (bandiera)            | Cechia               | Petr Fiala                          | Presidente del Governo                                                |
| Cipro (bandiera)                | Cipro                | Nikos Christodoulides               | Presidente                                                            |
| Croazia (bandiera)              | Croazia              | Andrej Plenković                    | Presidente del Governo                                                |
| Danimarca (bandiera)            | Danimarca            | Mette Frederiksen                   | Ministro di Stato                                                     |
| Estonia (bandiera)              | Estonia              | Kaja Kallas                         | Ministro capo                                                         |
| Finlandia (bandiera)            | Finlandia            | Petteri Orpo                        | Ministro capo                                                         |
| Francia (bandiera)              | Francia              | Emmanuel Macron                     | Presidente                                                            |
| Georgia (bandiera)              | Georgia              | Irak'li Gharibashvili               | Primo Ministro                                                        |
| Germania (bandiera)             | Germania             | Olaf Scholz                         | Cancelliere federale                                                  |
| Grecia (bandiera)               | Grecia               | Kyriakos Mitsotakis                 | Primo Ministro                                                        |
| Irlanda (bandiera)              | Irlanda              | Leo Varadkar                        | Taoiseach                                                             |
| Islanda (bandiera)              | Islanda              | Katrín Jakobsdóttir                 | Primo Ministro                                                        |
| Italia (bandiera)               | Italia               | Giorgia Meloni                      | Presidente del Consiglio dei ministri                                 |
| Kosovo (bandiera)               | Kosovo               | Vjosa Osmani                        | Presidente                                                            |
| Lettonia (bandiera)             | Lettonia             | Evika Siliņa                        | Ministro presidente                                                   |
| Liechtenstein (bandiera)        | Liechtenstein        | Daniel Risch                        | Primo Ministro                                                        |
| Lituania (bandiera)             | Lituania             | Gitanas Nausėda                     | Presidente                                                            |
| Lussemburgo (bandiera)          | Lussemburgo          | Xavier Bettel                       | Primo Ministro                                                        |
| Macedonia del Nord (bandiera)   | Macedonia del Nord   | Dimitar Kovačevski                  | Presidente del Governo                                                |
| Malta (bandiera)                | Malta                | Robert Abela                        | Primo Ministro                                                        |
| Moldavia (bandiera)             | Moldavia             | Maia Sandu                          | Presidente                                                            |
| Monaco (bandiera)               | Monaco               | Pierre Dartout                      | Ministro di Stato                                                     |
| Montenegro (bandiera)           | Montenegro           | Jakov Milatović                     | Presidente                                                            |
| Norvegia (bandiera)             | Norvegia             | Jonas Gahr Støre                    | Ministro di Stato                                                     |
| Paesi Bassi (bandiera)          | Paesi Bassi          | Mark Rutte                          | Ministro-presidente                                                   |
| Polonia (bandiera)              | Polonia              | Mateusz Morawiecki                  | Presidente del Consiglio dei ministri                                 |
| Portogallo (bandiera)           | Portogallo           | António Costa                       | Primo Ministro                                                        |
| Regno Unito (bandiera)          | Regno Unito          | Rishi Sunak                         | Primo Ministro                                                        |
| Romania (bandiera)              | Romania              | Klaus Iohannis                      | Presidente                                                            |
| San Marino (bandiera)           | San Marino           | Luca Beccari                        | Segretario di Stato per gli affari esteri e politici                  |
| Serbia (bandiera)               | Serbia               | Aleksandar Vučić                    | Presidente                                                            |
| Slovacchia (bandiera)           | Slovacchia           | Ľudovít Ódor                        | Presidente del Governo                                                |
| Slovenia (bandiera)             | Slovenia             | Robert Golob                        | Presidente del Governo                                                |
| Spagna (bandiera)               | Spagna               | Pedro Sánchez                       | Presidente del Governo                                                |
| Svezia (bandiera)               | Svezia               | Ulf Kristersson                     | Ministro di Stato                                                     |
| Svizzera (bandiera)             | Svizzera             | Alain Berset                        | Presidente                                                            |
| Turchia (bandiera)              | Turchia              | N/A                                 | N/A                                                                   |
| Ucraina (bandiera)              | Ucraina              | Volodymyr Zelens'kyj                | Presidente                                                            |
| Ungheria (bandiera)             | Ungheria             | Viktor Orbán                        | Ministro presidente                                                   |
| Unione europea (bandiera)       | Unione europea       | Charles Michel Ursula von der Leyen | Presidente del Consiglio europeo Presidente della Commissione europea |

## Risultati

### Relazioni Armenia-Azerbaigian
Al vertice era previsto un incontro tra il primo ministro armeno Nikol Pashinyan e il presidente azero İlham Əliyev, come è avvenuto nei due vertici precedenti. Questo avrebbe dovuto essere il primo incontro tra i due dopo l'offensiva azera del 2023 nel Nagorno-Karabakh e la conseguente fuga degli armeni del Nagorno Karabakh. Tuttavia, alla vigilia del vertice, Aliyev ha annunciato che non avrebbe partecipato a causa di quella che ha definito "un'atmosfera anti-azera". Pashinyan sperava di presentare all'incontro un potenziale accordo di pace tra Armenia e Azerbaigian. Un portavoce della presidenza azera ha indicato che Aliyev era disposto a incontrare Pashinyan a Bruxelles nel prossimo futuro per riprendere il dialogo. In assenza di Aliyev si è svolto invece un incontro tra Pashinyan e il presidente del Consiglio europeo Charles Michel, il presidente francese Emmanuel Macron e il cancelliere tedesco Olaf Scholz. Durante un incontro tra Ursula von der Leyen e Nikol Pashinyan, von der Leyen ha dichiarato: "Abbiamo ribadito la nostra condanna dell'operazione militare dell'Azerbaigian contro la popolazione armena del Nagorno-Karabakh e riaffermato la necessità di rispettare la sovranità e l'integrità territoriale dell'Armenia. Armenia e Unione europea sono legate da valori politici condivisi e dal loro impegno per un ordine internazionale basato su regole. In questi tempi difficili, l'UE e l'Armenia sono fianco a fianco. Ci impegniamo a rafforzare ulteriormente le relazioni tra Unione europea e Armenia". La presidente von der Leyen ha inoltre reso noto che sono in corso preparativi per un evento congiunto di Unione europea e Stati Uniti a sostegno dell’Armenia.
A seguito del vertice è stato annunciato che l’UE avrebbe ospitato un incontro tra Pashinyan e Aliyev entro la fine di ottobre 2023.

### Opposizione bielorussa
La leader dell'opposizione bielorussa Svjatlana Cichanoŭskaja è stata invitata a partecipare al vertice dal governo spagnolo. Cichanoŭskaja ha tenuto incontri bilaterali con i leader di Armenia, Repubblica Ceca, Lettonia, Spagna e con Josep Borrell, Alto Rappresentante per la politica estera e di sicurezza comune dell'Unione europea.

### Sicurezza informatica
La Francia ha proposto che l’accesso al Fondo di emergenza per la sicurezza informatica del Centro europeo di competenza per la cibersicurezza sia disponibile per tutti gli Stati partecipanti alla CPE. La Francia ha firmato un accordo con i governi del Montenegro e della Slovenia per istituire un istituto congiunto di formazione per il rafforzamento delle capacità di resilienza informatica con sede in Montenegro.

### Sicurezza energetica
Michel e Von der Leyen hanno elogiato gli sforzi congiunti dell’Europa nella sicurezza energetica. Gli Stati membri dell’UE insieme a Norvegia, Ucraina, Moldavia e Serbia hanno concordato di collaborare all’interno della piattaforma energetica dell’UE per migliorare l’efficienza energetica e sfruttare ulteriormente le fonti di energia rinnovabili.

### Unità europea e allargamento dell’UE
Il presidente ucraino Volodymyr Zelens'kyj e il primo ministro spagnolo Pedro Sánchez hanno sottolineato l’importanza di mantenere l’unità in tutto il continente. Josep Borrell si è detto ottimista riguardo alla concessione alla Georgia dello status di candidato all'adesione all'Unione europea da parte della Commissione europea. I leader di Ungheria e Lituania hanno sottolineato l'importanza dell'adesione della Georgia per la stabilità regionale. In concomitanza con il vertice il Parlamento europeo ha chiesto che i negoziati per l'adesione della Moldavia all'UE si aprano entro la fine dell'anno.

### Relazioni Kosovo-Serbia
Date le relazioni conflittuali tra Kosovo e Serbia seguite all'attacco a Banjska, si prevedeva che la tensione tra i due paesi sarebbe stato un importante argomento di discussione al vertice. I leader europei hanno cercato di facilitare l'incontro tra il presidente della Serbia, Aleksandar Vučić, e la presidente del Kosovo, Vjosa Osmani. Il cancelliere Olaf Scholz ha affermato che dell'accresciuta tensione tra i due Stati si sarebbe parlato nel corso del vertice previsto a Granada. La presidente Osmani ha rifiutato un incontro con il presidente della Serbia, affermando che le sanzioni contro la Serbia devono precedere ogni ulteriore dialogo.

### Migrazione
I leader di Italia, Regno Unito, Paesi Bassi, Francia, Albania e Commissione europea hanno tenuto un incontro sull’immigrazione a margine del vertice. In una dichiarazione rilasciata in seguito si sono impegnati ad agire per contrastare la tratta di esseri umani rafforzando le frontiere esterne per prevenire attraversamenti non autorizzati, aumentando le pattuglie e le operazioni di ricerca e salvataggio, armonizzando la legislazione penale per combattere i trafficanti di esseri umani e sostenendo lo sviluppo sostenibile attraverso l’istruzione, la creazione di posti di lavoro e azione per il clima per contribuire a ridurre le migrazioni.

### Mobilità giovanile
La Francia ha dichiarato la sua intenzione di spingere per l'espansione del programma di mobilità giovanile "DiscoverEU" per includere tutti gli Stati partecipanti alla CPE.

## Preoccupazioni e polemiche

### Il comportamento di Rishi Sunak
Il primo ministro del Regno Unito Rishi Sunak ha suscitato polemiche pochi giorni prima del vertice, insistendo affinché l'ordine del giorno concordato venisse cancellato e l’unico tema di discussione fosse la migrazione. Dopo non essere riuscito a cancellare l’agenda prevista, Sunak ha co-ospitato con la presidente del Consiglio dei ministri Italiana Giorgia Meloni un incontro a margine sulla migrazione. Sunak ha causato ulteriori polemiche rifiutandosi di partecipare alla conferenza stampa di chiusura del vertice, che è stata annullata. Ha anche snobbato la famiglia reale spagnola non partecipando al banchetto post-vertice ospitato dal re Filippo VI, cugino di secondo grado del re Carlo III del Regno Unito.

## Reazioni
Politico ha dichiarato che l'incontro è "finito come un fiasco umido" poiché i partecipanti non sono riusciti a fare alcun progresso significativo per risolvere nessuna delle questioni all'ordine del giorno, anche a seguito della scelta dei presidenti di Azerbaigian e Turchia di disertare il vertice.